# Francesco Maria II. della Rovere

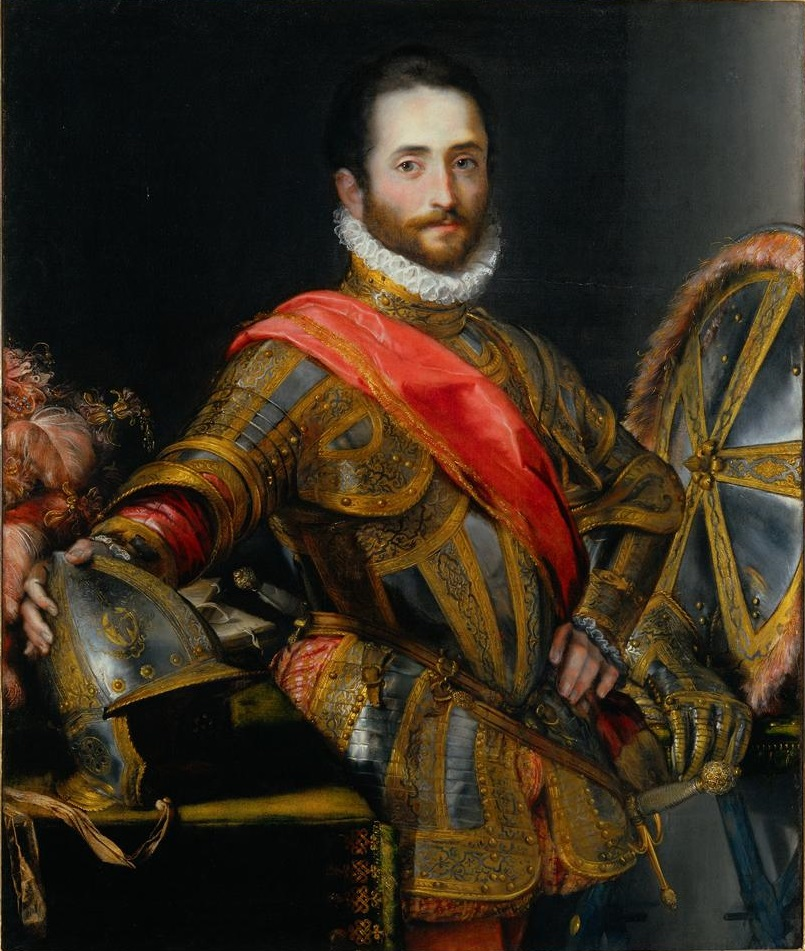
Francesco Maria II. (Gemälde von Federico Barocci, 1572)

Francesco Maria II. della Rovere (* 20. Februar 1549 in Pesaro; † 23. April 1631 in Urbania) war der letzte Herzog von Urbino aus dem Hause della Rovere.

## Leben
Francesco Maria II. war der Sohn Herzog Guidobaldos II. von Urbino und Prinzessin Vittoria Farneses von Parma. Er wurde von 1565 bis 1568 am Hof Philipps II. von Spanien erzogen und folgte seinem Vater nach dessen Tod 1574 auf den Thron. 1580 musste er wegen der finanziellen Lage seines Hauses die Herrschaft über das Herzogtum Sora und Arce an Giacomo Boncompagni, den legitimierten Sohn von Papst Gregor XIII., für 100.000 Goldscudi verkaufen. 1585 verlieh ihm Philipp II. den Orden vom Goldenen Vlies.
In erster Ehe heiratete Francesco Maria 1570 Lucrezia d’Este (1535–1598), eine Tochter Herzog Ercoles II. d’Este. Die Ehe blieb kinderlos und wurde 1576 geschieden. Francesco Maria benötigte aber einen männlichen Erben, denn das Herzogtum Urbino würde nach Aussterben der Dynastie an den Kirchenstaat zurückfallen. So heiratete er nach dem Tod Lucrezias 1599 seine um 36 Jahre jüngere Cousine Livia della Rovere (1583–1641). Am 16. Mai 1605 wurde als ihr erstes und einziges Kind Federico Ubaldo geboren, der aber bereits 1623 starb.
Da keine weiteren Erben zu erwarten waren, übergab Francesco Maria II. 1625 das Herzogtum Urbino an Papst Urban VIII., nach seinem Tod 1631 fiel Urbino endgültig an den Kirchenstaat. Seine Enkelin Vittoria della Rovere, die letzte aus der Hauptlinie der Familie, erbte die Kunstsammlung und ließ sie in die Uffizien bringen.